# Panzerzug Orlík
Der Panzerzug Orlík war ein tschechoslowakischer Panzerzug aus der Zeit des Russischen Bürgerkrieges und wurde ab Mai 1918 von den Tschechoslowakischen Legionen eingesetzt.

## Geschichte
Am 19. Mai 1918 wurde in Pensa von den Tschechoslowakischen Legionen ein improvisierte Panzerzug aufgestellt.

## Technische Daten

### Lokomotive

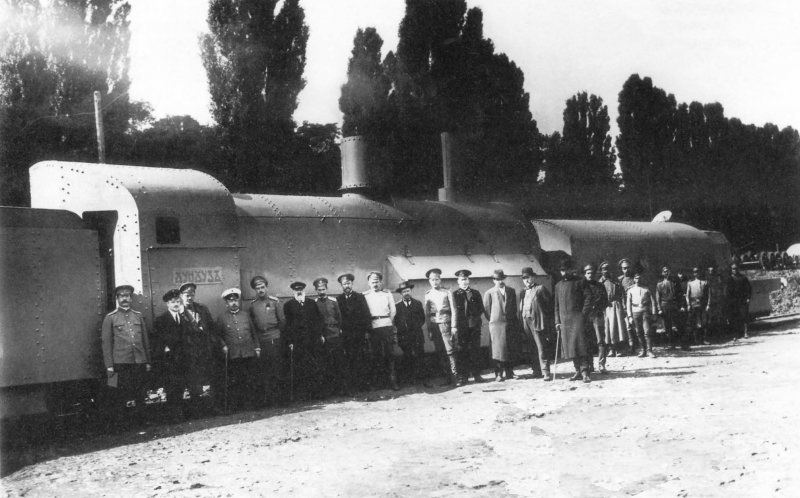
Eine gepanzerte Dampflokomotive der Baureihe O

Nach der Eroberung der  Stadt Simbirsk war die neue Dampflokomotive des Panzerzug Orlík war eine vollgepanzerte Russische Baureihe О mit eigenen Tender. Die Panzerung bestand aus Kesselstahl mit einer Stärke von 12 bis 16 mm. Zusätzlich verfügte die Panzerlokomotive über einen Kommandostand mit einer elektrischen Signalanlage und Sprechrohren.

### Artilleriewagen

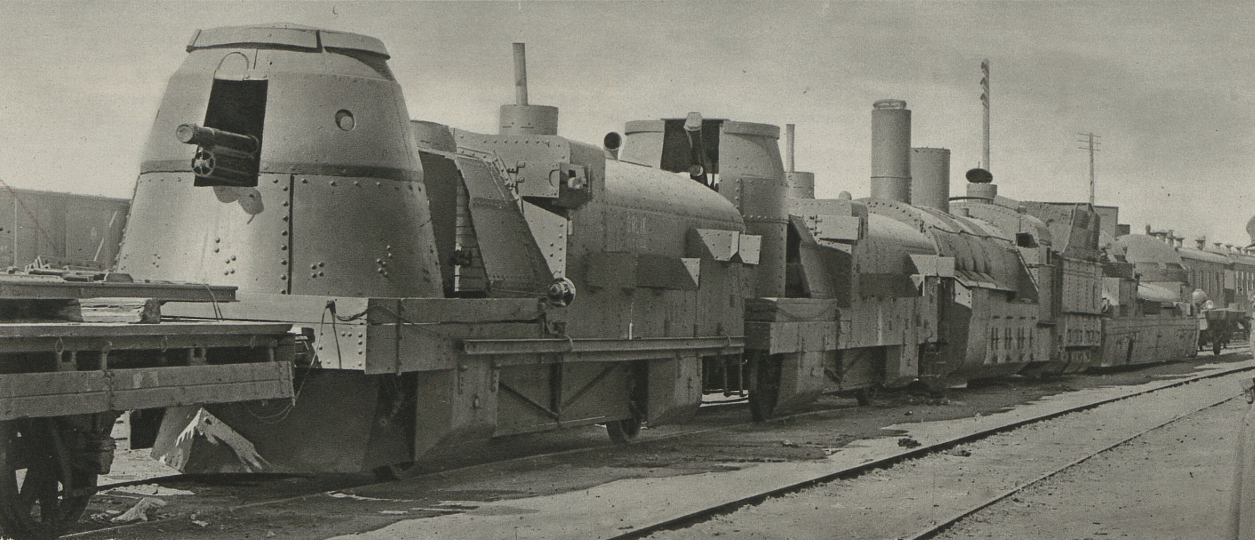
Zwei Artilleriewagen Chunchus vor der Panzerzuglokomotive und dem Panzer-Triebwagen Saamurez

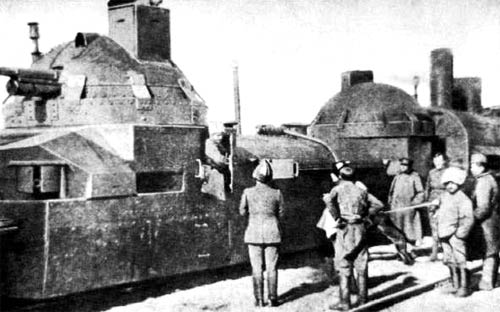
Der Panzer-Triebwagen Saamurez vor der Panzerzuglokomotive

Am Anfang verfügte der Panzerzug Orlík über einen Flachwagen mit einer 76-mm-Feldkanone M1902 in einer Räderlafette.
Nachdem die Stadt Simbirsk erobert wurde, erhielt der Panzerzug zwei Artilleriewagen vom Typ des Panzerzug Chunchus. Diese waren ursprünglich zweiachsige Flachwagen, welche mit einem gepanzerten Aufbau versehen wurden. Die Panzerung bestand aus 12 bis 16 mm dickem Kesselstahl. Der Innenraum wurde in zwei große Bereiche aufgeteilt. Zum einen gab es den Maschinengewehrraum und den Kanonenturm. In jeder Seitenwand der Wagen befanden sich fünf runde Schießscharten für schwere Maschinengewehre. Die Hauptbewaffnung der Wagen war eine 7,62-cm-Gebirgskanone M1904 in einem konischen Geschützturm an einer Stirnseite des Wagens. Für dieses Geschütz wurden 105 Granaten mitgeführt. Zur Nahverteidigung verfügten die Wagen über zwölf 7,62-mm-Maxim Maschinengewehre, je fünf an den Seiten und zwei an der Stirnseite, neben dem Geschützturm. Die Kühlung der Läufe wurde durch ein spezielles Wasserleitungssystem im Wagen sichergestellt. Jedes Maschinengewehr hatte 1500 Schuss Munition zur Verfügung. Um gegen kaltes Wetter gerüstet zu sein, verfügten die Wagen über eine Heizung, welche im Boden und den Wänden montiert war. Das heiße Wasser kam aus dem Lokomotivkessel. Weiterhin waren die Wände mit einer 20 mm dicken Schicht aus Kork und einer 6 mm dicken Sperrholzschicht isoliert. Beide wagen liefen vor der Panzerzuglokomotive.
Weiterhin wurde der Panzer-Triebwagen Saamurez erbeutet und hinter die Panzerzuglokomotive gehängt. Da die Legion sie ab Anfang August 1918 keine Munition mehr für die 5,7-cm-Küstenkanone Nordenfeld hatten, bauten sie je eine 76-mm-Feldkanone M1902 in die zwei Geschütztürme ein.

### Maschinengewehrwagen

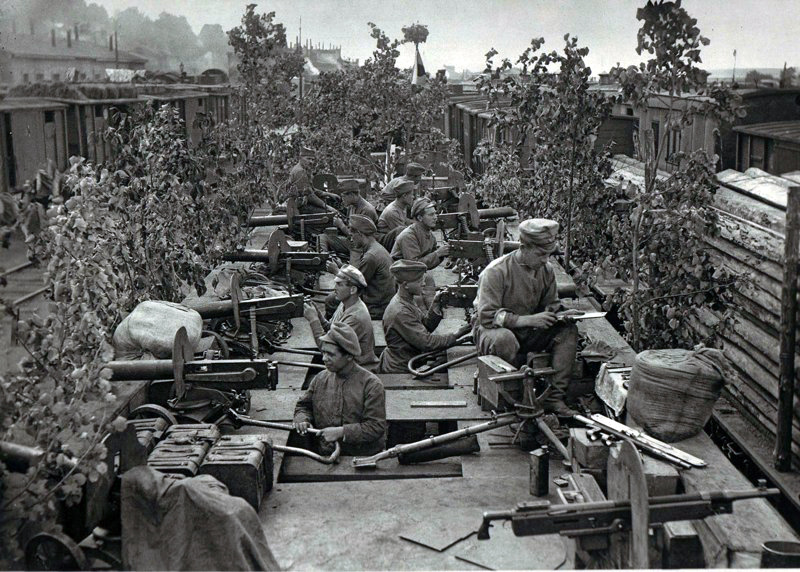
Maschinengewehrwagen des Panzerzug mit der Maxim-Einheit

Der Panzerzug Orlík verfügte zur Zeit der Aufstellung über zwei offene Maschinengewehrwagen mit mehreren Maschinengewehren. Weiterhin gab es zwei Flachwagen, auf denen je ein Panzerspähwagen vom Typ Armstrong-Whitworth stand. Alle diese Wagen wurde, nach der Eingliederung der Artilleriewagen Typ Chunchus und dem Panzer-Triebwagen entfernt.

### Abstoßwagen
Am vorderen Ende des Zuges befand sich ein zweiachsiger Flachwagen, welcher als Abstoßwagen diente. Er sollte den Panzerzug vor Minen oder Entgleisung schützen und Gefahren vor den wichtigen Wagen beseitigen. Zusätzlich dienten er zum Transport von Material wie Schienen, Bahnschwellen, Fahrrädern oder sonstigem Material.

## Einsatz
Zwischen Mai und Juli wurde der Panzerzug zur Sicherung von Eisenbahnstrecken im Raum Pensa eingesetzt. Als die Offensive in Richtung Simbirsk begann, rückte der Panzerzug nach und unterstützte bei der Eroberung der Stadt. Am 22. Juli 1918 konnte das 1. und 4. tschechoslowakische Regiment den Panzerzug Perwy Leninski unter dem Kommandanten Polupanov erbeuten. Dadurch konnte der Panzerzug mit einer modernen und gepanzerten Dampflokomotive, zwei Artilleriewagen und einem Panzer-Triebwagen aufgerüstet werden.
Die Tschechoslowakische Legion nutze den Panzerzug Orlík in großem Maße zwischen Frühjahr und Herbst 1918 auf der Transsibirischen Eisenbahn. 1919 wurde er dann zur Patrouille auf Eisenbahnstrecken und gegen bolschewistische Überfälle eingesetzt. Im April 1920 diente er als Nachhut der Legion, als sich diese nach Wladiwostok zurückziehen mussten. Während des Rückzuges wurde der Panzerzug, nach einem Gefecht in Hailar, von der Kaiserlich Japanische Armee erbeutet. Der Kommandant der sibirischen Expeditionsarmee, Generalleutnant Ōi Shigemoto, gab den Panzerzug nach diplomatischen Verhandlungen an die Legion Harbin zurück.
Da sich die Tschechoslowakische Legion aus der Region zurückzog und um der erneuten Erbeutung durch japanischen Truppen zu entgehen, wurde der Panzerzug in Wladiwostok an die Weiße Armee übergeben.

## Zugpersonal
Die Besatzung bestand, zur Zeit als der Panzerzug noch über Maschinengewehrwagen verfügte, aus 56 Maschinengewehrschützen der Kolt-Einheit des Haná-Regiments. Weitere zehn Maschinengewehrschützen der Maxim-Einheit, ein Infanteriezug und ein Pionierzug des 4. Regiments komplettierten die Besatzung.
- Panzerzugkommandant Oberstleutnant Vladimir Kholyavin
- Maschinengewehrkommandant Maxim-Einheit Oberstleutnant Šrámek
- Artilleriekommandant Melichar
- Kommandant Pionierzug Jaroslav Untermüller

### Fachpublikationen
- Maksym Kolomiets: Motorwagen tritt in die Schlacht ein. Modelist-Konstruktor, Moskau 1993 (russisch: Мотовагон вступает в бой.).
- Maksym Kolomiets: Panzer der russischen Armee. EKSMO, 2008 (russisch: танки российской армии.).
- Maksym Kolomiets: Panzerzüge der russischen Armee 1914–1917. Militaria, 1993 (polnisch: Pociągi Pancerne Armii Rosyjskiej 1914–1917.).
- Maksym Kolomiets: Rüstung der russischen Armee. Panzerwagen und Panzerzüge im Ersten Weltkrieg. Yauza, 2008, ISBN 978-5-699-27455-0 (russisch: Броня русской армии. Бронеавтомобили и бронепоезда в Первой мировой войне.).
- Bohumír Kudlička: Orlik – Armored Train of the Czechoslovak Legion in Russia. Tankograd Gazette, 2001 (tschechisch: Orlík – Obrněný vlak Československých legií v Rusku.).
- Steven Zaloga: Armored Trains. Osprey Publishing, Oxford 2008, ISBN 978-1-84603-242-4, S. 16.